# Çağla Kubat
Çağla Kubat (IPA: [ˈtʃaːɫa kuˈbat]) (Smirne, 16 novembre 1979) è un'attrice e modella turca.
Nel 2002 ha vinto il concorso di bellezza Miss Turchia e si è classificata seconda a Miss Universo.
Çağla Kubat è anche una campionessa di windsurf, disciplina che pratica nel tempo libero nella quale ha vinto molti trofei.
È laureata in Ingegneria Meccanica all'Università di Istanbul, ha frequentato il Liceo Italiano.
È alta 180 cm.